# Little Walter
Little Walter, pseudonimo di Marion Walter Jacobs (Marksville, 1º maggio 1930 – Chicago, 15 febbraio 1968), è stato un armonicista, chitarrista e cantante statunitense.
La sua tecnica rivoluzionaria nel suonare l'armonica a bocca trova eguali solo in artisti come Charlie Parker o Jimi Hendrix in quanto a impatto: ci sono stati grandi musicisti prima e dopo, ma i virtuosismi e le innovazioni di Jacobs raggiunsero livelli di espressione mai immaginati prima di allora, e sostanzialmente in grado di scardinare in tutti gli ascoltatori le aspettative su cosa si potesse raggiungere nel blues.
La sua vita è stata raccontata nel film del 2008 Cadillac Records.

## Biografia
Nato a Marksville, Louisiana, dopo aver lasciato la scuola a 12 anni, Walter fece alcuni lavori spostandosi in varie città. Intanto si avvicinava al mondo della musica e più specificamente del Blues ascoltando armonicisti come Sonny Boy Williamson II.
Arrivò a Chicago nel 1945 e occasionalmente si esibì come chitarrista, ma era chiaro che la sua vocazione era l'armonica a bocca.
Nella vita di Chicago conobbe il chitarrista blues Floyd Jones, con il quale registrò il suo primo demo. Little Walter, inoltre, fu sicuramente uno dei primi ad amplificare l'armonica. Questa esigenza nacque dal momento che l'armonicista non sopportava essere sovrastato nel suono dalla chitarra elettrica. Jacobs con questo nuovo modo di suonare l'armonica riuscì a scoprire nuovi effetti e nuovi timbri da apportare allo strumento a fiato.
Un suo brano del 1959, Blue and Lonesome, è stato registrato dai Rolling Stones nel 2016, e ha dato il nome al loro omonimo album.

## La morte
Il 14 febbraio 1968 Walter si esibì in un locale a Sud di Chicago, dove fu coinvolto in una rissa. Il bluesman aveva numerosi precedenti di questo tipo che gli avevano procurato diversi danni fisici; sembra probabile che la rissa di quella notte, dunque, abbia solo aggravato delle complicazioni interne già esistenti e Marion Walter Jacobs morì nel sonno nella casa della fidanzata a Chicago nella notte del 15 febbraio 1968.
La causa ufficiale del decesso venne ricondotta a una trombosi coronarica.
Fu seppellito il 22 febbraio 1968 al St. Mary's Cemetery nell'Evergreen Park.

## Discografia

### Album (selezione)
Come molti altri bluesmen prima della metà degli anni sessanta, Little Walter era principalmente un artista da singoli. L'unico suo album pubblicato quando egli era ancora vivo, Best of Little Walter, include dieci dei suoi successi più due B-side. Dopo la sua morte, uscirono varie raccolte e compilation, spesso anche con inediti notevoli. Tra queste:
| Anno | Titolo                                      | Etichetta       | Note |
| ---- | ------------------------------------------- | --------------- | --- |
| 1993 | The Blues World of Little Walter            | Delmark         | Ristampa di un album Delmark degli anni ottanta                                                                                              |
| 1998 | His Best: Chess 50th Anniversary Collection | Chess/Universal | Include 12 singoli entrati in classifica, più 8 altri brani; essenzialmente ricalca l'album del 1958 Best of Little Walter edito dalla Chess |
| 2004 | Confessing the Blues                        | Universal Japan | Ristampa di un album del 1974, con l'aggiunta di 6 tracce extra                                                                              |
| 2004 | Hate to See You Go                          | Universal Japan | Ristampa di un album del 1969, con l'aggiunta di 2 tracce extra                                                                              |
| 2007 | Best of Little Walter                       | Universal Japan | Ristampa dell'album del 1958 della Chess, con l'aggiunta di 3 tracce extra                                                                   |
| 2009 | The Complete Chess Masters: 1950–1967       | Hip-O/Universal | 126 canzoni in 5 CD, incluse molte versioni alternative                                                                                      |

Little Walter incise anche con altri artisti; da segnalare Super Blues del 1967 insieme a Bo Diddley e Muddy Waters.

### Singoli
| Anno                                                               | Titolo (A-side, B-side)                                             | N. cat.       | Billboard R&B Charts posizione  | Album                           |
| ------------------------------------------------------------------ | ------------------------------------------------------------------- | ------------- | ------------------------------- | ------------------------------- |
| 1947                                                               | Ora-Nelle Blues / I Just Keep Loving Her                            | Ora Nelle 711 |                                 | Singolo non pubblicato su album |
| 1952                                                               | Juke/Can't Hold on Much Longer                                      | Checker 758   | 1                               | The Best of Little Walter       |
| 1952                                                               | Sad Hours/Mean Old World                                            | Checker 764   | 2                               | The Best of Little Walter       |
| 1953                                                               |                                                                     |               |                                 |                                 |
| Rollin' Blues / Boll Weevil                                        | Herald 404                                                          | —             | Singolo non pubblicato su album |                                 |
| Don't Have to Hunt No More / Tonight with a Fool                   | Checker 767                                                         | —             | Singolo non pubblicato su album |                                 |
| Tell Me Mama /                                                     | Checker 770                                                         | 10            | The Best of Little Walter       |                                 |
| Off the Wall                                                       | Checker 770                                                         | 8             | The Best of Little Walter       |                                 |
| Blues with a Feeling / Quarter to Twelve (da Confessin' the Blues) | Checker 780                                                         | 2             | The Best of Little Walter       |                                 |
| 1954                                                               | You're So Fine / Lights Out (da Confessin' the Blues)               | Checker 786   | The Best of Little Walter       | 2                               |
| 1954                                                               | Oh Baby / Rocker (da Confessin' the Blues)                          | Checker 793   | 8                               | Hate to See You Go              |
| 1954                                                               | You Better Watch Yourself / Blue Light                              | Checker 799   | 8                               | The Best of Little Walter       |
| 1954                                                               | Last Night / Mellow Down Easy (da Hate to See You Go)               | Checker 805   | 6                               | The Best of Little Walter       |
| 1955                                                               | My Babe / Thunder Bird (da Boss Blues Harmonica)                    | Checker 811   | 1*                              | The Best of Little Walter       |
| 1955                                                               | Roller Coaster / I Got to Go (da Confessin' The Blues)              | Checker 817   | 6                               | Hate to See You Go              |
| 1955                                                               | Too Late / I Hate to See You Go (da Hate to See You Go)             | Checker 825   | —                               | Boss Blues Harmonica            |
| 1956                                                               | Who / It Ain't Right (da Confessin' The Blues)                      | Checker 833   | 7                               | Singolo non estratto da album   |
| 1956                                                               | One More Chance with You / Flying Saucer (da Boss Blues Harmonica)  | Checker 838   | —                               | Confessin' the Blues            |
| 1956                                                               | Just a Feeling / Teenage Beat                                       | Checker 845   | —                               | Boss Blues Harmonica            |
| 1956                                                               | It's Too Late Brother / Take Me Back (da Hate to See You Go)        | Checker 852   | —                               | Boss Blues Harmonica            |
| 1957                                                               | Nobody But You / Everybody Needs Somebody                           | Checker 859   | —                               | Hate to See You Go              |
| 1957                                                               | Boom Boom Out Go the Lights / Temperature (da Confessin' the Blues) | Checker 867   | —                               | Boss Blues Harmonica            |
| 1958                                                               | The Toddle / Confessin' the Blues                                   | Checker 890   | —                               | Confessin' The Blues            |
| 1958                                                               | Key to the Highway / Rock Bottom (da Confessin' the Blues)          | Checker 904   | 6                               | Hate to See You Go              |
| 1959                                                               | My Baby Is Sweeter / Crazy Mixed-Up World (da Confessin' the Blues) | Checker 919   | —                               | Hate to See You Go              |
| 1959                                                               | Everything Gonna Be Alright / Back Track (da Boss Blues Harmonica)  | Checker 930   | 25                              | Hate to See You Go              |
| 1960                                                               | Ah'w Baby / I Had My Fun (da Hate to See You Go)                    | Checker 945   | —                               | Boss Blues Harmonica            |
| 1960                                                               | My Babe / Blue Midnight (da Hate to See You Go)                     | Checker 955   | —                               | The Best of Little Walter       |
| 1961                                                               | I Don't Play / As Long as I Have You (da Hate to See You Go)        | Checker 968   | —                               | Singolo non estratto da album   |
| 1961                                                               | Crazy For My Baby / Crazy Legs (da Confessin' the Blues)            | Checker 945   | —                               | Singolo non estratto da album   |
| 1962                                                               | Just Your Fool / I Got to Find My Baby (da Hate to See You Go)      | Checker 1013  | —                               | Boss Blues Harmonica            |
| 1963                                                               | Up the Line / Southern Feeling (Non-album track)                    | Checker 1043  | —                               | Confessin' The Blues            |
| 1964                                                               | Shake Dancer / Diggin' My Potatoes (Non-album track)                | Checker 1071  | —                               | Boss Blues Harmonica            |
| 1964                                                               | I'm a Business Man / Dead Presidents                                | Checker 1081  | —                               | Singolo non estratto da album   |
| 1965                                                               | Mean Ole Frisco / Blue and Lonesome (da Hate to See You Go)         | Checker 1117  | —                               | Confessin' the Blues            |

*Raggiunse anche la posizione numero 106 nella Bubbling Under Hot 100.